# Phragmatobia lurida
Phragmatobia lurida là một loài bướm đêm thuộc phân họ Arctiinae, họ Erebidae.